# Студениця (притока Ствиги)
Студе́ни́ця — річка в Україні, у межах Олевського району Житомирської області та Рокитнівського району Рівненської області. Права притока Ствиги (басейн Прип'яті).
Бере початок з боліт за 3 км на південь від села Рудні. Тече Клесівською рівниною на північний захід. Впадає до Ствиги на південь від села Познані.
Довжина Студениці 36 км, площа басейну 264 км². Долина невиразна, завширшки до 3 км, завглибшки до 10 м. Заплава заболочена, завширшки до 500 м. Річище звивисте, його ширина до 5—7 м, глибина до 1,2 м. Похил річки 0,96 м/км.
Найбільша притока: Горна (ліва). Також відома притока Купіль.
Над Студеницею розташовані лише два невеликі села: Рудня і Купель. Крім того, вона протікає майже повністю серед лісів. Усе це сприяє тому, що річка дуже чиста.